# Comtat de Boyle
El Comtat de Boyle és un comtat localitzat al centre de l'estat estatunidenc de Kentucky. Va ser format el 1842. El 2010 tenia 28.432 habitants. El comtat va ser anomenat en honor de John Boyle (1774-1835), un representant de la Cambra de Representants dels Estats Units i jutge federal de Kentucky.
El comtat forma part de l'àrea micropolitana de Danville.

## Història
El 1820, una porció del Comtat de Casey, ara al sud de la carretera Kentucky Route 300, fou annexat al Comtat de Mercer. Això es va esdevenir Comtat de Boyle quan el comtat fou format el 15 de febrer del 1842 de seccions del Comtat de Lincoln i Comtat de Mercer. És anomenat en honor de John Boyle, representant de la Cambra de Representants dels Estats Units i jutge federal de l'estat.
Durant la Guerra Civil Estatunidenca, la batalla de Perryville va passar en aquest comtat el 8 d'octubre del 1862, lluitada entre l'Armada de Mississipi (Confederats) i l'Armada d'Ohio (Unió). 7.407 homes van morir en la batalla.

## Geografia

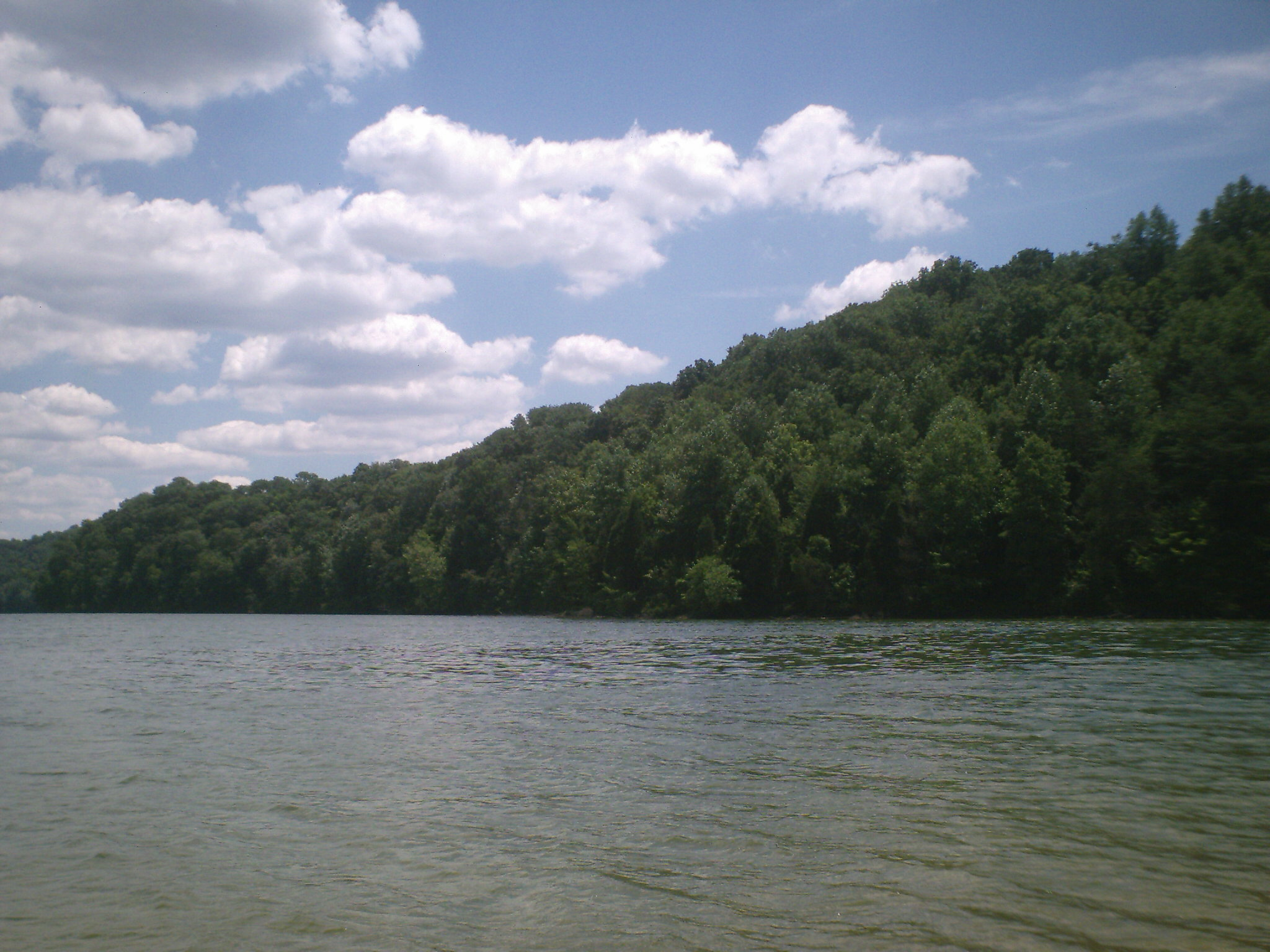
Llac Herrington al Comtat de Boyle

Segons el cens del 2000, el Comtat de Boyle tenia una àrea total de 473,9 km², dels quals 471,1 km² (99,40%) eren terra i 2,8 km² (0,60%) eren aigua.

### Autovies principals
| - U.S. Route 68 - U.S. Route 127 - U.S. Route 150 - Kentucky Route 33 | - Kentucky Route 34 - Kentucky Route 37 - Kentucky Route 52 - Kentucky Route 300 |

### Ciutats i pobles
| - Danville - Forkland - Junction City | - Mitchellsburg - Parksville - Perryville |

### Comtats adjacents
|  |  |  |
|  |  |  |
|  |  |  |

## Demografia

Piràmide de població del Comtat de Boyle

Segons el cens del 2000, hi havia 27.697 persones, 10.574 llars, i 7.348 famílies residint en el comtat. La densitat de població era d'unes 59 persones per quilòmetre quadrat. Hi havia 11.418 cases en una densitat d'unes 24/km². La composició racial del comtat era d'un 87,77% blancs, un 9,68% negres o afroamericans, un 0,19% natiu americà, un 0,56% asiàtics, un 0,03% illencs pacífics, un 0,65% d'altres races, i un 1,12% de dos o més races. Hispànics o llatinoamericans de qualsevol raça formaven l'1,44% de la població.
Hi havia 10.574 llars, de les quals un 31,00% tenien menors d'edat visquent-hi, un 53,70% eren parelles casades vivint juntes, un 12,50% tenien una dona visquent-hi sola, un 30,50% no eren famílies. Un 27,10% de totes les llars estaven compostes per individuals i un 12,10% tenien algú d'edat 65 o més visquent-hi sol. La mida de llar de mitjana era de 2,38 i la mida de família mitjana era de 2,87 persones.
El 22,70% de la població tenia menys de 18 anys, l'11,00% de 18 a 24, el 28,60% de 25 a 44, el 23,70% de 45 a 64, i el 14,10% 65 o més. L'edat mediana era de 37 anys. Per cada 100 dones hi havia 98,30 homes. Per cada 100 dones d'edat 18 o més, hi havia 96,00 homes.
L'ingrés en dòlar de mediana per cada llar en el comtat era de 35.241 $, i l'ingrés de mediana per família era de 42.699 $. Els homes tenien un ingrés de mediana de 33.411 $ mentre que les dones en tenien de 23.635 $. La renda per capita en el comtat era de 18.288 $. Un 9,10% de les famílies i l'11,90% de la població estava per sota del llindar de la pobresa, incloent-hi dels quals un 15,80% eren menors d'edat i el 12,10% tenien 65 anys o més.